# Arthrosphaera aurocincta
Arthrosphaera aurocincta är en mångfotingart som beskrevs av Pocock 1899. Arthrosphaera aurocincta ingår i släktet Arthrosphaera och familjen Sphaerotheriidae. Inga underarter finns listade i Catalogue of Life.